# Done with It
"Done with It" is een nummer van de Nederlandse band Kensington. Het nummer verscheen op hun album Rivals uit 2014. Op 28 september 2015 werd het nummer uitgebracht als de vijfde en laatste single van het album.

## Achtergrond
"Done with It" is geschreven door de gehele band en geproduceerd door de band in samenwerking met YouGuysMusic. Vanwege het ritme en de Afrikaanse invloeden is het het meest afwijkende nummer van het album. In de videoclip van het nummer zijn beelden te zien tijdens de Europese tournee van de band in 2015. Hierover vertelden zij: "De laatste shows hebben we de hele tour gefilmd, omdat we niet zo heel veel tijd tussendoor hadden om echt een videoclip op te nemen. We wilden laten zien hoe mooi het allemaal is en hoe leuk het allemaal was." In de clip zijn onder meer beelden van de band in de stad Boedapest en tijdens het Sziget-festival te zien.
"Done with It" werd een hit in Nederland met een negentiende plaats in de Top 40 en een 57e positie in de Single Top 100. Daarnaast bereikte het de "Bubbling Under"-lijsten in zowel de Vlaamse als de Waalse Ultratop 50.

## Hitnoteringen

### Nederlandse Top 40
| Hitnotering: 17-10-2015 t/m 23-01-2016 | Hitnotering: 17-10-2015 t/m 23-01-2016 | Hitnotering: 17-10-2015 t/m 23-01-2016 | Hitnotering: 17-10-2015 t/m 23-01-2016 | Hitnotering: 17-10-2015 t/m 23-01-2016 | Hitnotering: 17-10-2015 t/m 23-01-2016 | Hitnotering: 17-10-2015 t/m 23-01-2016 | Hitnotering: 17-10-2015 t/m 23-01-2016 | Hitnotering: 17-10-2015 t/m 23-01-2016 | Hitnotering: 17-10-2015 t/m 23-01-2016 | Hitnotering: 17-10-2015 t/m 23-01-2016 | Hitnotering: 17-10-2015 t/m 23-01-2016 | Hitnotering: 17-10-2015 t/m 23-01-2016 | Hitnotering: 17-10-2015 t/m 23-01-2016 | Hitnotering: 17-10-2015 t/m 23-01-2016 | Hitnotering: 17-10-2015 t/m 23-01-2016 | Hitnotering: 17-10-2015 t/m 23-01-2016 |
| Week                                   | 1                                      | 2                                      | 3                                      | 4                                      | 5                                      | 6                                      | 7                                      | 8                                      | 9                                      | 10                                     | 11                                     | 12                                     | 13                                     | 14                                     | 15                                     |                                        |
| -------------------------------------- | -------------------------------------- | -------------------------------------- | -------------------------------------- | -------------------------------------- | -------------------------------------- | -------------------------------------- | -------------------------------------- | -------------------------------------- | -------------------------------------- | -------------------------------------- | -------------------------------------- | -------------------------------------- | -------------------------------------- | -------------------------------------- | -------------------------------------- | -------------------------------------- |
| Nummer                                 | 31                                     | 25                                     | 23                                     | 21                                     | 19                                     | 24                                     | 27                                     | 32                                     | 32                                     | 29                                     | 30                                     | 31                                     | 34                                     | 36                                     | 40                                     | uit                                    |

### Single Top 100
| Hitnotering week 1 t/m 10: 24-10-2015 t/m 26-12-2015 Hitnotering week 11 t/m 15: 09-01-2016 t/m 06-02-2016 | Hitnotering week 1 t/m 10: 24-10-2015 t/m 26-12-2015 Hitnotering week 11 t/m 15: 09-01-2016 t/m 06-02-2016 | Hitnotering week 1 t/m 10: 24-10-2015 t/m 26-12-2015 Hitnotering week 11 t/m 15: 09-01-2016 t/m 06-02-2016 | Hitnotering week 1 t/m 10: 24-10-2015 t/m 26-12-2015 Hitnotering week 11 t/m 15: 09-01-2016 t/m 06-02-2016 | Hitnotering week 1 t/m 10: 24-10-2015 t/m 26-12-2015 Hitnotering week 11 t/m 15: 09-01-2016 t/m 06-02-2016 | Hitnotering week 1 t/m 10: 24-10-2015 t/m 26-12-2015 Hitnotering week 11 t/m 15: 09-01-2016 t/m 06-02-2016 | Hitnotering week 1 t/m 10: 24-10-2015 t/m 26-12-2015 Hitnotering week 11 t/m 15: 09-01-2016 t/m 06-02-2016 | Hitnotering week 1 t/m 10: 24-10-2015 t/m 26-12-2015 Hitnotering week 11 t/m 15: 09-01-2016 t/m 06-02-2016 | Hitnotering week 1 t/m 10: 24-10-2015 t/m 26-12-2015 Hitnotering week 11 t/m 15: 09-01-2016 t/m 06-02-2016 | Hitnotering week 1 t/m 10: 24-10-2015 t/m 26-12-2015 Hitnotering week 11 t/m 15: 09-01-2016 t/m 06-02-2016 | Hitnotering week 1 t/m 10: 24-10-2015 t/m 26-12-2015 Hitnotering week 11 t/m 15: 09-01-2016 t/m 06-02-2016 | Hitnotering week 1 t/m 10: 24-10-2015 t/m 26-12-2015 Hitnotering week 11 t/m 15: 09-01-2016 t/m 06-02-2016 | Hitnotering week 1 t/m 10: 24-10-2015 t/m 26-12-2015 Hitnotering week 11 t/m 15: 09-01-2016 t/m 06-02-2016 | Hitnotering week 1 t/m 10: 24-10-2015 t/m 26-12-2015 Hitnotering week 11 t/m 15: 09-01-2016 t/m 06-02-2016 | Hitnotering week 1 t/m 10: 24-10-2015 t/m 26-12-2015 Hitnotering week 11 t/m 15: 09-01-2016 t/m 06-02-2016 | Hitnotering week 1 t/m 10: 24-10-2015 t/m 26-12-2015 Hitnotering week 11 t/m 15: 09-01-2016 t/m 06-02-2016 | Hitnotering week 1 t/m 10: 24-10-2015 t/m 26-12-2015 Hitnotering week 11 t/m 15: 09-01-2016 t/m 06-02-2016 | Hitnotering week 1 t/m 10: 24-10-2015 t/m 26-12-2015 Hitnotering week 11 t/m 15: 09-01-2016 t/m 06-02-2016 |
| Week | 1 | 2 | 3 | 4 | 5 | 6 | 7 | 8 | 9 | 10 | | 11 | 12 | 13 | 14 | 15 | |
| --- | --- | --- | --- | --- | --- | --- | --- | --- | --- | --- | --- | --- | --- | --- | --- | --- | --- |
| Nummer | 93 | 63 | 60 | 60 | 69 | 66 | 57 | 62 | 70 | 93 | uit | 66 | 78 | 78 | 73 | 91 | uit |

### NPO Radio 2 Top 2000
| Nummer met noteringen in de NPO Radio 2 Top 2000 | '15  | '16 | '17  | '18  | '19  |
| ------------------------------------------------ | ---- | --- | ---- | ---- | ---- |
| Done with It                                     | 1730 | 864 | 1636 | 1508 | 1791 |

1. ↑  Een vetgedrukt getal geeft de hoogste notering aan.
2. ↑  2015 was het eerste jaar met een notering voor dit nummer.
3. ↑  Deze tabel is bijgewerkt tot en met de laatste editie (2024).

Eloi Youssef · Casper Starreveld · Niles Vandenberg · Jan Haker